# Norra Lemundtjärnen
Norra Lemundtjärnen är en sjö i Hagfors kommun i Värmland och ingår i Göta älvs huvudavrinningsområde. Sjön är 6,5 meter djup, har en yta på 0,188 kvadratkilometer och befinner sig 136,5 meter över havet. Vid provfiske har abborre, gädda och mört fångats i sjön.
Namnet Lemundtjärn sägs ha sin uppkomst ur en sägen från Digerdöden berättad av Magnus Andersson och nedtecknad av Olle Lindskog år 1923 . Sägnen berättar om hur en gumma på rensläde får åka från Emtbjörk till Stjärn (senare Stjärnfors) under vintern tillsammans med sin hund för att stå till hjälp vid en förlossning. Emtbjörk var under digerdöden nämligen Stjärns närmaste granne. Den stackars hunden hinner dock inte med den snabba renen utan gumman får "lemna" sin kära hund på isen vid ett tjärn efter att den fallit omkull, död av utmattning. Sedan den dagen kallar man tjärnet för Lemnundtjärn. 

## Delavrinningsområde
Norra Lemundtjärnen ingår i det delavrinningsområde (666282-137495) som SMHI kallar för Nedlagd mätstation. Medelhöjden är 181 meter över havet och ytan är 24,84 kvadratkilometer. Räknas de 268 avrinningsområdena uppströms in blir den ackumulerade arean 8 572,54 kvadratkilometer. Avrinningsområdets utflöde Göta älv (Röa) mynnar i havet. Avrinningsområdet består mestadels av skog (53 procent), öppen mark (12 procent) och jordbruk (14 procent). Avrinningsområdet har 1,91 kvadratkilometer vattenytor vilket ger det en sjöprocent på 7,7 procent. Bebyggelsen i området täcker en yta av 1,33 kvadratkilometer eller 5 procent av avrinningsområdet.